# Subarnabanik
Subarnabanik – jedna z tradycji wisznuickich hinduizmu bengalskiego, reprezentowana w lirycznych poematach XVIII wiecznego Bengalu.

## Historia
Przypuszcza się, iż początkowo była to wspólnota buddyjska, która w czasach Adisury, pod wpływem nacisków społecznych przeszła na łono rodzącego się wówczas neobraminizmu. W czasach panowania radży Ballala Sena straciła pozycję, zepchnięta na niziny indyjskiego systemu kastowego.

## Przedstawiciele
Tradycję subarnabaników reprezentowało wielu poetów lirycznych wychwalających Wisznu.
Ich poematy zawierają najpopularniejsze mangale hinduizmu bengalskiego XVIII wieku.